# Mühlheim am Inn
Mühlheim am Inn osztrák község Felső-Ausztria Riedi járásában. 2021 januárjában 661 lakosa volt.

## Elhelyezkedése

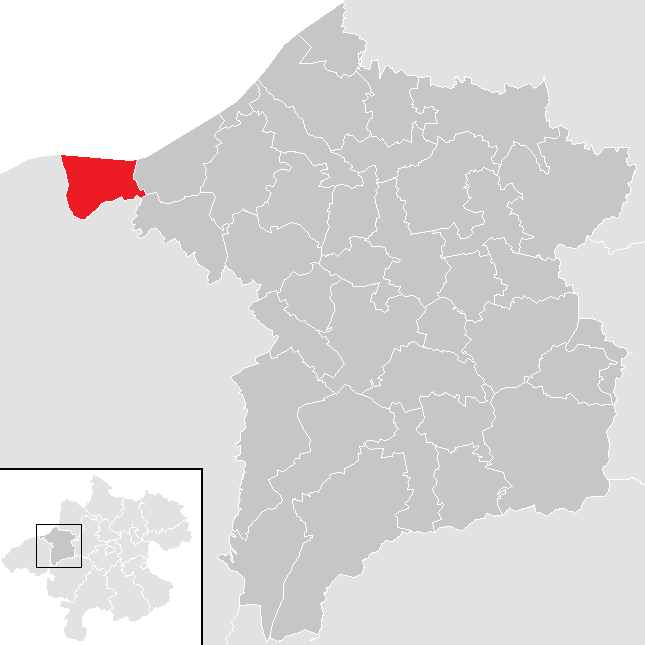
Mühlheim am Inn a Ried im Innkreis-i járásban

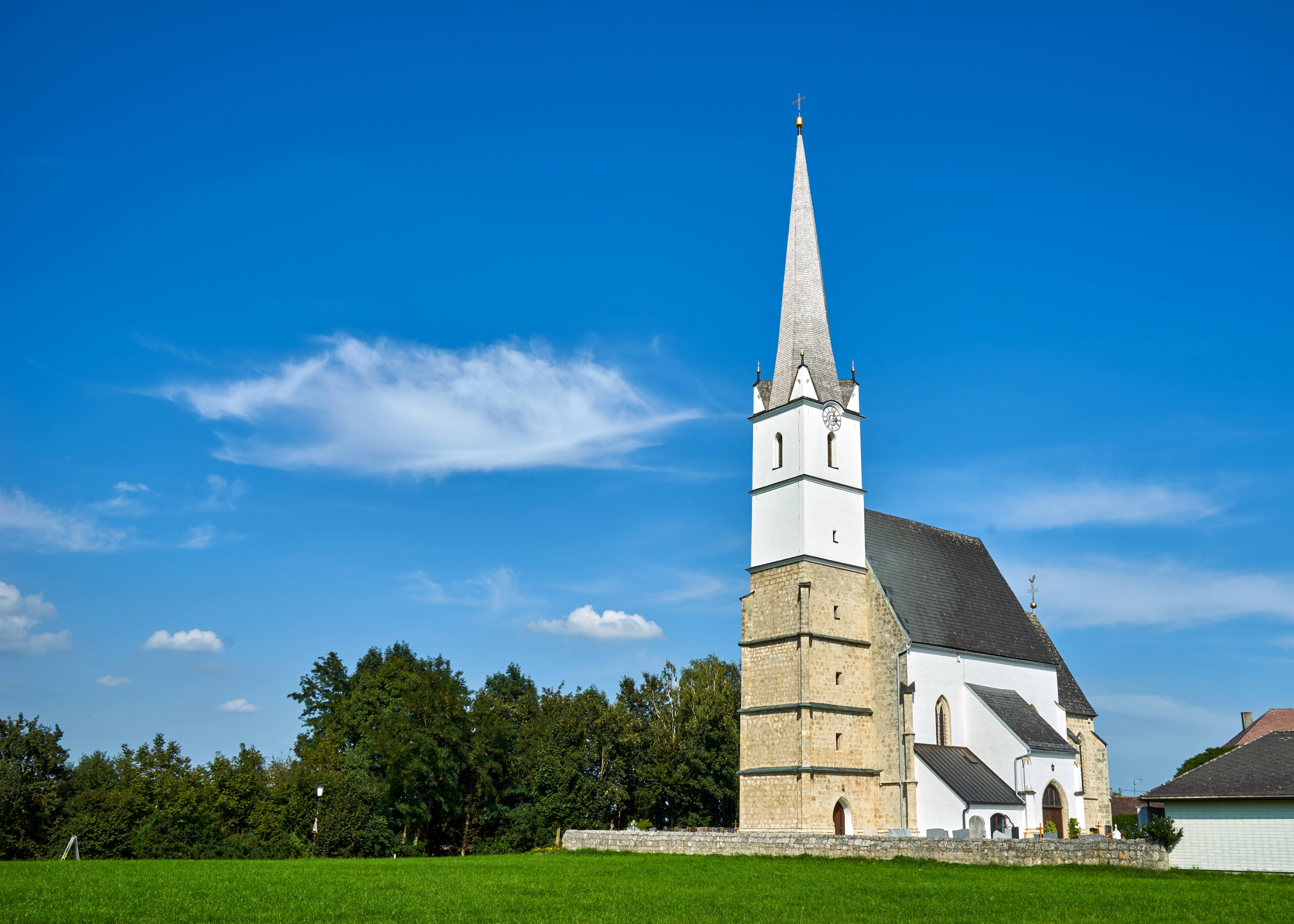
A Mária mennybevétele-plébániatemplom

Mühlheim am Inn a tartomány Innviertel régiójában fekszik, az Inn jobb partján, a német határ mentén. Jelentős folyóvize még a keleti határának nagy részét alkotó Mühlheimer Ache. Nagyobb állóvizei a Mühlheimer Badesee és az Angelsee Ranftl. Területének 19,3%-a erdő, 60,7% áll mezőgazdasági művelés alatt. Az önkormányzat 4 települést, illetve településrészt egyesít: Gimpling (72 lakos 2021-ben), Mühlheim am Inn (499), Niederach (30) és Stötting (60).
A környező önkormányzatok: keletre Kirchdorf am Inn, délkeletre Geinberg, délre Altheim, délnyugatra Weng im Innkreis, nyugatra Mining, északra Malching, északkeletre Bad Füssing (utóbbi kettő Németországban).

## Története
Mühlheim várát először 1120-ban említik a passaui Szt. Miklós-apátság egyik dokumentumában. Birtokosa a Mulham nemzetség volt, melynek első névről ismert tagja Macelinus de Mulham. 1383-ban a birtokot egy bizonyos Wolfgang Trachselhamer, 1417-ben a Taimer család szerezte meg. 1624-ben Friedrich von Rhelling örökölte meg Mühlheimet, aki a romos várat 1636-ban kastéllyá építtette át. A kastély 1850-ben leégett, de 1898/99-ben újjáépítették.
Mühlheim 1781-ig Altheim plébániája alá tartozott és 1899-ben vált önálló egyházközséggé.

## Lakosság
A Mühlheim am Inn-i önkormányzat területén 2021 januárjában 661 fő élt. A lakosságszám 1951 óta 600-670 körül stagnál. 2019-ben az ittlakók 90,5%-a volt osztrák állampolgár; a külföldiek közül 6,9% a régi (2004 előtti), 1,5% az új EU-tagállamokból érkezett. 2001-ben a lakosok 94,5%-a római katolikusnak, 1,2% evangélikusnak, 3,4% pedig felekezeten kívülinek vallotta magát. Ugyanekkor egy magyar élt a községben; ő volt az egyetlen ismert nemzetiségű, nem-német Mühlheimben.
A népesség változása:

| 2016 | 669 |
| 2018 | 661 |

## Látnivalók
- a mühlheimi kastély
- a Mária mennybevétele-plébániatemplom

## Fordítás
- Ez a szócikk részben vagy egészben  a   Mühlheim am Inn című német Wikipédia-szócikk ezen változatának fordításán alapul.  Az eredeti cikk szerkesztőit annak laptörténete sorolja fel. Ez a jelzés csupán a megfogalmazás eredetét és a szerzői jogokat jelzi, nem szolgál a cikkben szereplő információk forrásmegjelöléseként.